# Доминго, Николас
Николас Марио Доминго (исп. Nicolás Mario Domingo; родился 8 апреля 1985, Тоторас, провинция Санта-Фе) — аргентинский футболист, полузащитник клуба «Патронато».

## Биография
Доминго начал карьеру в клубе «Ривер Плейт». В 2005 году в матче против «Химансия Ла-Плата» он дебютировал в аргентинской Примере. В 2008 году Доминго стал чемпионом Аргентины. В том же году для получения игровой практики Николас на правах аренды перешёл в итальянскую «Дженоа». В начале 2010 года он вновь был отдан в аренду, его новый клубом стал «Арсенал» из Саранди. 30 апреля в матче против «Ньюэллс Олд Бойз» Доминго дебютировал за новую команду. Вторую половину сезона Николас провёл в уругвайском «Пеньяроль». В матче против «Монтевидео Уондерерс» он дебютировал в уругвайской Примере. В 2011 году составе «Пеньяроля» Доминго вышел в финал Кубка Либертадорес.
Летом 2012 года Николас перешёл в эквадорский «Депортиво Куэнка». 10 августа в матче против «Депортиво Кито» он дебютировал в эквадорской Серии A. В поединке против ЛДУ Кито Доминго забил свой первый гол за «Депортиво Куэнка».
Летом 2013 года он вернулся на родину, подписав контракт с клубом «Банфилд». 5 августа в матче против «Альмиранте Браун» Доминго дебютировал в аргентинской Примере B. 17 сентября в поединке против «Дефенса и Хустисия» Николас забил свой первый гол за «Банфилд». По итогам сезона он помог клубу выйти в элиту. В начале 2016 года Доминго вернулся в «Ривер Плейт».
В сезоне 2016/17 Доминго нечасто появлялся на поле. В середине 2017 года полузащитник перешёл в «Индепендьенте». 27 августа в матче против «Уракана» он дебютировал за новую команду. 19 ноября в поединке против своего бывшего клуба «Ривер Плейт» Николас забил свой первый гол за «Индепендьенте». В том же году он помог клубу завоевать Южноамериканский кубок.

## Достижения
Командные
 «Ривер Плейт»
- Чемпионат Аргентины по футболу — Клаусура 2008

 «Пеньяроль»
- Финалист Кубка Либертадорес — 2011

 «Индепендьенте»
- Обладатель Южноамериканского кубка — 2017
- Обладатель Кубка банка Суруга (1): 2018